# Jequié Esporte Clube
O Jequié Esporte Clube (JEC) é uma equipe brasileira de futsal da cidade de Jequié, no sudoeste do estado do Bahia.

## História
Fundado em 29 de setembro de 2011, com Emanuel Campos Silva (Tinho), Tiago Souza dos Santos, Rubens Vaz Santos (Gazo), Temistocles Damasceno Silva (Professor Tom) e Evaldo da Silva (professor Val), o clube iniciou suas atividades disputando o Campeonato Baiano de Futsal Feminino Sub-17, mas logo conseguiu inúmeras conquistas em competições de futsal no estado da Bahia, nas diversas cidades baianas, a exemplo de Salvador, Vitória da Conquista, Itabuna, Itapetinga, Brumado, Santo Antônio de Jesus e Jequié, além das competições oficias organizada pela Federação Bahiana de Futsal, o JEC participou de eventos nacionais promovidos pela Confederação Brasileira de Futsal. No ano de 2012, o JEC disputou a 1.ª Divisão do Campeonato Brasileiro de Seleções de Futsal Feminino Sub-15 em Igarassu, Pernambuco, e a 2.ª Divisão da Taça Brasil de Futsal Feminino Sub-17 em Teresina, Piauí; no ano de 2013, a 1.ª Divisão da Taça Brasil de Futsal Feminino Sub-17 em Timon, Maranhão, e a Divisão Especial da Taça Brasil de Futsal Feminino Sub-15 em Balneário Camboriú, Santa Catarina; em 2015 foi a vez da Taça Nordeste de Futsal Feminino em João Pessoa, Paraíba; no ano de 2017, ocorreu a participação inédita na Copa do Brasil de Futsal Feminino em Fortaleza, Ceará.

## FUTSAL

### Títulos
- Campeonato Baiano de Futsal Feminino Sub-15: 2011, 2012, 2013, 2014 e 2015
- Campeonato Baiano de Futsal Feminino Sub-17: 2011, 2012, 2013, 2014 e 2015
- Campeonato Baiano de Futsal Feminino Sub-20: 2013, 2014, 2015 e 2018
- Campeonato Baiano de Futsal Feminino Adulto Região Sudoeste: 2014, 2016 e 2018
- Campeonato Baiano de Futsal Feminino Adulto: 2018

### Campanhas de destaque
- Campeonato Baiano de Futsal Feminino: 1°.º lugar (2018) em Salvador, Bahia
- Campeonato Baiano de Futsal Feminino: 2°.º lugar (2022) em Salvador, Bahia
- Campeonato Baiano de Futsal Feminino: 3.º lugar (2014, 2015 e 2016)
- Primeira Divisão da Taça Brasil de Futsal Feminino Sub-17: 3.º lugar (2013) em Teresina, Piauí
- Taça Nordeste de Futsal Feminino: 3.º lugar (2015) em João Pessoa, Paraíba
- Copa do Brasil de Futsal Feminino: 6.º lugar (2017) em Fortaleza, Ceará

## FUT 7
Em 2019, em sua primeira participação no Futebol de 7, a equipe da Cidade Sol conquistou a Etapa Nordeste do Campeonato Brasileiro de Futebol 7 Feminino, principal competição da Liga Fut7, realizada em Salvador. Com o resultado, o time foi o representante do Nordeste do País na Superfinais na cidade de Conselheiro Lafaiete, em Minas Gerais, ficando em segundo lugar, mas a participação ficou marcada como histórica para o futebol feminino baiano.

## FUTEBOL
Em 2017, a equipe do Jequié Esporte Clube, em parceria com a LDJ - Liga Desportiva de Jequié, foi a segunda colocada entre as 18 equipes participantes, vencendo as equipes do Juventude, Conquista, Catu, Feira de Santana e Flamengo de Feira, perdendo os dois jogos das finais para o Lusaca, que ficou com o título estadual.
Em 2018, em parceria com Associação Desportiva Jequié (ADJ) a equipe representou a Bahia na Copa Nordeste de Futebol Feminino, cuja competição contou com 24 equipes dos nove estados da Região, sendo três da Bahia: Vitória, Lusaca e Jequié, esta última ficou na sexta colocação.
No mesmo ano a equipe comandada pelo técnico Tinho, ficou na terceira colocação do Campeonato Baiano de Futebol Feminino, com 5 vitórias, 38 gols marcados e 3 sofridos. A equipe, no entanto, perdeu na semifinal para o Vitória por 1 a 0, no Barradão, e ficou com a terceira colocação. Em 2019 com 6 vitórias, 41 gols feitos e 6 sofridos, a equipe Jequié ficou com a terceira colocação ao perder a semifinal para o Juventude de 4 a 2, sendo o Bahia o campeão nessa edição.
Em 2021, o time voltou aos treinos, após as medidas mais rígidas para conter a pandemia. Agora, a equipe do JEC vive nova fase, vestindo a camisa do Doce Mel Esporte Clube e vem fazendo uma excelente campanha, estando na disputa pelo título com o Bahia, depois de eliminar o Vitória nas semifinais, conquistando, assim, vaga histórica e inédita no Campeonato Brasileiro de Futebol Feminino - Série A3 em 2022.
Em 2022, Estreou no Campeonato Brasileiro de Futebol Feminino - Série A3 vencendo a equipe do Estanciano (SE) e sendo eliminada Sport Club do Recife nas quartas de final, já no campeonato a equipe fez a segunda melhor campanha, 7 vitórias, 27 gols feitos e 12 sofridos, vencendo o Astro na semifinal por 2 x 1 e perdendo novamente para o Esporte Clube Bahia e conquistando novamente a vaga no Campeonato Brasileiro de Futebol Feminino - Série A3 em 2023.